# ブレイクニー
ブレイクニー（Blakeney）は、イギリスの競走馬、種牡馬。主な勝ち鞍は1969年のダービーステークス。引退後、種牡馬としても成功を収めた。

## 生い立ち
ブレイクニーは馬産家で馬主・調教師でもあったアーサー・バジェットによって生産された。父ヘザーセットは1962年のセントレジャーステークス勝ち馬である。母ウインドミルガールは1964年のオークスステークス2着の実績があり、繁殖牝馬としても後に2頭のダービー馬（ブレイクニーとモーストン）を出産した。
ブレイクニーは1歳時にニューマーケットのセリ市に出されたが、セリの直前に他馬に蹴られて怪我をしてしまい、それが原因で売れ残ってしまった。そのためブレイクニーはバジェットの主取りとなった。

## 戦績

### 1968年（2歳シーズン）
2歳の秋にデビュー。9月にアスコット競馬場で開催されたクラレンスハウスステークスでは、のちにコロネーションカップを制するキャリバンに次ぐ4着に入線した。1ヶ月後、ニューマーケット競馬場で行われたレースでアーニー・ジョンソンが騎乗し初勝利を記録した。

### 1969年（3歳シーズン）
3歳シーズンは始動が遅れ、ダービーステークスの2週間前に行われるダービートライアルステークスでシーズン初出走。ジェフ・ルイスが騎乗し、ザエルクに次ぐ2位でフィニッシュした。
ダービーステークスではニューマーケットでの初勝利以来となるアーニー・ジョンソンが再び騎乗し、15/2のオッズでスタートした。レースはムーンマウンテンがペースを作り、直線で内から抜け出すとラスト1ハロンで先頭に立ち、2着シューメーカーから1馬身差で勝利した。
1969年は他に3レースに出走したが、勝利を挙げることはできなかった。6月末のアイリッシュダービーではプリンスリージェントの4着、9月のセントレジャーステークスではインターメゾの5着に終わった。シーズン最終レースとなった凱旋門賞ではレヴモスの前に敗れ去った。

### 1970年（4歳シーズン）
4歳シーズンは4月にニューマーケットで行われたジョッキークラブステークスで始動し、5位に終わった。翌5月、チェスター競馬場のオーモンドステークスを制してダービー以来の勝利を挙げた。その後、バジェットはブレイクニーをアスコットゴールドカップに出走させることに決めた。アスコットゴールドカップは約4,000mの長距離レースで、1945年のオーシャンスウェル以来、ダービーとゴールドカップ両方を勝った馬はいない中での決断であった。距離が大きく異なるにもかかわらず、ブレイクニーは好走しプレシピスウッドの4分の3馬身差の2着に入線した。
7月にアスコットで行われたキングジョージ6世&クイーンエリザベスステークスでは、キャリバン（コロネーションカップ勝ち馬）、クレペラーナ（ディアヌ賞勝ち馬）、カラバス（ワシントンDCインターナショナル勝ち馬）らを抑え、ニジンスキーの2着に好走した。現役最後のレースとなった凱旋門賞はササフラの5着に終わった。

## 種牡馬時代
ブレイクニーはニューマーケットのナショナルスタッドで種牡馬入りした。初年度でオークスステークス優勝馬のジュリエットマーニーを輩出し、その後もジュリオマリナー、ターナボス、マウンテンロッジ、ロゼエイトターンなどの産駒が主要レースで勝利を収めた。またブルードメアサイアーとしてはダービー勝馬のサーパーシー、キングカメハメハの母マンファスなどを出した。
ブレイクニーは1992年11月6日に安楽死させられ、ナショナルスタッドに埋葬された。

## 血統
| ブレイクニーの血統         | ブレイクニーの血統            | ブレイクニーの血統           | （血統表の出典）             | （血統表の出典） |
| 父系                       | トウルビヨン系                | トウルビヨン系               | トウルビヨン系               |                  |
| 父 Hethersett 1959 鹿毛    | 父の父Hugh Lupus 1952 鹿毛    | Djebel                       | Tourbillon                   | Tourbillon       |
| 父 Hethersett 1959 鹿毛    | 父の父Hugh Lupus 1952 鹿毛    | Djebel                       | Loika                        |                  |
| 父 Hethersett 1959 鹿毛    | 父の父Hugh Lupus 1952 鹿毛    | Sakountala                   | Goya                         | Goya             |
| 父 Hethersett 1959 鹿毛    | 父の父Hugh Lupus 1952 鹿毛    | Sakountala                   | Samos                        |                  |
| 父 Hethersett 1959 鹿毛    | 父の母Bride Elect 1952 鹿毛   | Big Game                     | Bahram                       | Bahram           |
| 父 Hethersett 1959 鹿毛    | 父の母Bride Elect 1952 鹿毛   | Big Game                     | Myrobella                    |                  |
| 父 Hethersett 1959 鹿毛    | 父の母Bride Elect 1952 鹿毛   | Netherton Maid               | Nearco                       | Nearco           |
| 父 Hethersett 1959 鹿毛    | 父の母Bride Elect 1952 鹿毛   | Netherton Maid               | Phase                        |                  |
| 母 Windmill Girl 1961 鹿毛 | 母の父Hornbeam 1953 栗毛      | Hyperion                     | Gainsborough                 | Gainsborough     |
| 母 Windmill Girl 1961 鹿毛 | 母の父Hornbeam 1953 栗毛      | Hyperion                     | Selene                       |                  |
| 母 Windmill Girl 1961 鹿毛 | 母の父Hornbeam 1953 栗毛      | Thicket                      | Nasrullah                    | Nasrullah        |
| 母 Windmill Girl 1961 鹿毛 | 母の父Hornbeam 1953 栗毛      | Thicket                      | Thorn Wood                   |                  |
| 母 Windmill Girl 1961 鹿毛 | 母の母Chorus Beauty 1952 鹿毛 | Chanteur                     | Chateau Bouscaut             | Chateau Bouscaut |
| 母 Windmill Girl 1961 鹿毛 | 母の母Chorus Beauty 1952 鹿毛 | Chanteur                     | La Diva                      |                  |
| 母 Windmill Girl 1961 鹿毛 | 母の母Chorus Beauty 1952 鹿毛 | Neberna                      | Nearco                       | Nearco           |
| 母 Windmill Girl 1961 鹿毛 | 母の母Chorus Beauty 1952 鹿毛 | Neberna                      | Springtime                   |                  |
| 母系(F-No.)                | (FN:20-c)                     | (FN:20-c)                    | (FN:20-c)                    |                  |
| 5代内の近親交配            | Tourbillon 4×5、Nearco 4×4.5  | Tourbillon 4×5、Nearco 4×4.5 | Tourbillon 4×5、Nearco 4×4.5 |                  |

- 半妹Cleyの子孫にクロワデュノール（ホープフルステークス、東京優駿）。
- 4代母Springtimeの半弟にBlue Peter（1939年英クラシック二冠）。